# 스테파니 판 데르 흐라흐트
스테파니 판 데르 흐라흐트(네덜란드어: Stefanie van der Gragt, 1992년 8월 16일 ~ )는 네덜란드의 여자 축구 선수이다. 포지션은 수비수이며, 현재 스페인 프리메라 디비시온 페메니나 소속 클럽인 FC 바르셀로나 페메니 소속이다.

## 클럽 경력
2009년부터 2011년까지 에레디비시 프라우언 소속 클럽인 AZ 알크마르에서 프로 선수 생활을 경험했다. 2011년에는 텔스타로 이적했고 2015년에는 FC 트벤터로 이적했다. 2016년에는 독일 프라우엔-분데스리가 소속 클럽인 바이에른 뮌헨으로 이적했지만 부상으로 인해 출전 기회는 적었다.
2017년에 AFC 아약스로 이적하면서 에레디비시 프라우언 무대에 복귀했고 2018년에는 스페인의 FC 바르셀로나 페메니로 복귀했다.

## 국가대표 경력
2013년 3월 8일에 열린 스위스와의 키프로스컵 경기에 데뷔했으며 1차례의 UEFA 유럽 여자 축구 선수권 대회(2017년), 2차례의 FIFA 여자 월드컵(2015년, 2019년)에 참가했다.

## 수상

### 클럽
AZ 알크마르
- 에레디비시 프라우언 1회 우승 (2009-10)
- KNVB 여자컵 1회 우승 (2010-11)

FC 트벤터
- 에레디비시 프라우언 1회 우승 (2015-16)

### 국가대표
- UEFA 여자 유로 2017 우승
- 2019년 FIFA 여자 월드컵 준우승